# Turbonilla burchi
Turbonilla burchi är en snäckart som beskrevs av M. Gordon 1938. Turbonilla burchi ingår i släktet Turbonilla och familjen Pyramidellidae. Inga underarter finns listade i Catalogue of Life.